# Vlaams Ministerie van Onderwijs en Vorming
Het Vlaams Ministerie van Onderwijs en Vorming is het ministerie dat sinds 1981 bevoegd is voor onderwijsmateries in Vlaanderen.
Dit beleidsdomein beheert veruit de meeste financiële middelen: rond de 40% van de totale Vlaamse overheidsuitgaven. Voor 2012 bijvoorbeeld is dit ruim € 10 miljard binnen een Vlaamse begroting van bijna € 27 miljard.

## Ontstaan
Bij de staatshervorming van 1981 werden enkele onderwijsbevoegdheden overgeheveld naar de gemeenschappen, de "persoonsgebonden" materie zoals dat heette. De Nederlandstalige Gemeenschap werd bevoegd voor het leerplichtonderwijs, maar onder meer het universitair onderwijs en wetenschapsbeleid, de schoolpactmateries, de erkenning van diploma's bleven nog nationaal. Tot 1988 het hele pakket bevoegdheden overkwam, bestond er dus een Belgisch "Ministerie van Nationale opvoeding" naast een "Vlaams ministerie van Onderwijs en Vorming".

## Organisatie
Het Vlaams ministerie van Onderwijs en Vorming bestaat sinds de hervorming "Beter Bestuurlijk Beleid" uit het "Departement Onderwijs en Vorming", de Onderwijsinspectie en verschillende agentschappen:
- Agentschap voor Hoger Onderwijs, Volwassenenonderwijs, Kwalificaties en Studietoelagen (AHOVOKS)
- Agentschap voor Onderwijsdiensten (AgODi).

Het Agentschap voor Infrastructuur in het Onderwijs (AGIOn) valt wel onder het beleidsdomein Onderwijs, maar behoort niet rechtstreeks tot het ministerie.
Het departement heeft taken van beleidsvoorbereiding en beleidsevaluatie, terwijl de agentschappen de beleidsuitvoering voor hun rekening nemen. In de praktijk wordt dat onderscheid evenwel niet meer gemaakt.
Het ministerie is bevoegd voor de organieke regeling van het hele onderwijs (van kleuter- tot hoger onderwijs), met inbegrip van onderwijsinspectie, personeelswetgeving, leerlingenvervoer, schoolgebouwen (inclusief Scholen van Morgen), leerlingenbegeleiding, studiebeurzen, internationalisering,... Om in het kluwen van reglementen en wetten nog de juiste tekst te vinden (sommige dateren nog uit de "nationale" periode) werd een elektronische wettekstendatabank uitgewerkt: edulex.
Het ministerie geeft een eigen digitaal vakblad uit: Klasse.
De centrale administratieve diensten zijn gelegen in het Hendrik Consciencegebouw, Koning Albert II-laan 15 te 1210 Sint-Joost-ten-Node (Brussel (stad)), nabij het Noordstation.

## Ministers
De huidige minister is Zuhal Demir (N-VA) in de regering-Diependaele.